# 경상북도립영천금호공공도서관
경상북도립영천금호공공도서관은 대한민국 경상북도 영천시 금호읍 소재의 도서관이다.

## 연혁
- 1992년 10월 15일 개관.